# منتخب اليمن الجنوبي لكرة القدم
كان منتخب اليمن الديمقراطي لكرة القدم ممثل اليمن الديمقراطي في رياضة كرة القدم، تأسس المنتخب الوطني لكرة القدم على منتخب جنوب اليمن بين عامي 1965 و 1989. وقد شاركت في نهائيات كأس آسيا في عام 1976، حيث خسر 0-8 و 0-1 من إيران والعراق بنفس الترتيب . ولم يشارك في نهائيات كأس العالم سوى في التصفيات، المشاركة في كأس العالم 1986 لكرة القدم، وخرج في الجولة الأولى من البحرين.
اندثر الفريق عندما اتحدت البلاد مع الجمهورية العربية اليمنية (اليمن الشمالي) في عام 1990 لتشكيل الدولة الحديثة في اليمن.

## التاريخ

### عدن (1965)
أول بطولة دولية في اليمن الديمقراطي كانت مسابقة كرة القدم في دورة الألعاب العربية 1095، حيث كانت عدن آنذاك مستعمرة بريطانية. أُقيمت البطولة في الجمهورية العربية المتحدة، وخرج الفريق من دور المجموعات بعد خسارته 1-0 أمام فلسطين، و14-0 أمام الجمهورية العربية المتحدة، والتي كانت أكبر هزيمة له، و6-0 أمام العراق، و4-3 أمام لبنان.

### اليمن الديمقراطي (1967–1990)

#### أول مشاركة دولية
بعد استقلال اليمن الديمقراطي، كانت أول مشاركة رسمية له في كأس فلسطين للأمم 1972. في دور المجموعات، خسر الفريق 0-1 أمام سوريا، ثم حقق انتصارين متتاليين على فلسطين وقطر بنفس النتيجة 2-1. لكنه خسر في الجولة الأخيرة أمام الجزائر بنتيجة 1-4.

#### كأس آسيا 1976
شارك اليمن الديمقراطي في بطولة كأس آسيا لأول مرة عام 1976، حيث تأهل تلقائيًا بسبب انسحاب الفرق الأخرى من التصفيات. أقيمت البطولة في إيران، ووقع الفريق في المجموعة الثانية مع العراق وإيران (البلد المضيف). خسر اليمن الديمقراطي أمام العراق بنتيجة 0-1، ثم تلقى هزيمة قاسية أمام إيران بنتيجة 0-8.

#### تصفيات كأس العالم 1986
شارك اليمن الديمقراطي في تصفيات كأس العالم للمرة الوحيدة عام 1986، التي أُقيمت في المكسيك. وُضع الفريق في المجموعة الرابعة (المنطقة أ) مع إيران والبحرين في الدور الأول. تم استبعاد إيران من التصفيات بسبب رفضها نقل المباريات إلى ملاعب محايدة بسبب الحرب العراقية الإيرانية.
استضاف اليمن الديمقراطي البحرين يوم 12 مارس 1985 في ملعب ساحة الشهداء (حاليًا ملعب 22 مايو) في عدن، حيث خسر بنتيجة 4-1. وفي المباراة الثانية التي أُقيمت في 12 أبريل على ملعب البحرين الوطني في المنامة، انتهت المباراة بالتعادل 3-3، بعد أن كان اليمن الديمقراطي متقدمًا بنتيجة 3-1. وبذلك تأهلت البحرين إلى المرحلة التالية من التصفيات.

#### مسابقات أخرى
| السنة                    | الدور           |
| ------------------------ | --------------- |
| كأس الصداقة والسلام 1989 | مرحلة المجموعات |